# 内田善美
内田 善美（うちだ よしみ、1953年10月28日 - ）は、日本の漫画家、イラストレーター。山梨県出身。女子美術大学出身。1974年から1986年にかけて約12年間にわたって漫画家として活動した。代表作は『星の時計のLiddell』、「草迷宮・草空間」、「空の色ににている」など。

## 経歴
美術系の大学に在学中の1974年、マンガ誌『りぼん』の新人賞に投稿した「すみれ色の季節に」が大賞を受賞。同年「なみの障害物レース」（『りぼん』1974年7月号）でプロデビューする。卒業制作で忙しくなるまで、一条ゆかりのアシスタントをしていた。内田に紹介されて代わりに一条のアシスタントになった松苗あけみは、内田は一条の『５愛のルール』（雑誌『りぼん』1975年5月号 - 12月号掲載）で背景などを描いていたと述べた。
1977年まで『りぼん』『りぼん増刊』『りぼんDX』各誌で短編を発表。日本の高校やアメリカの田舎町を舞台とした叙情的なものが多い。内田は前者を「ドリームランドの船シリーズ」後者を「ゲイルズバーグ・ストーリーズ」と名付けた。また同時期には「銀河 その星狩り」（「りぼんDX」1977年冬の号）のような異世界ファンタジーも執筆した。
その後『りぼん』の専属契約を終了しフリーになる。サンリオの『リリカ』、新書館の『ペーパームーン』などの新創刊された雑誌でイラストなどを発表する。
1978年、集英社の新雑誌『ぶ〜け』誌に創刊号から参加し、1983年頃まで、吉野朔実や松苗あけみ、水樹和佳子と共に同誌の連載作家陣の一人として活躍した。
イラストレーターとして画集を刊行し、早川書房で装幀を手掛けた。
1982年から1983年にかけて、最長の作品となった長編『星の時計のLiddell』を連載した。その後、加筆修正の上、全3巻の単行本として刊行したのが最後の単行本となる（1986年に完結）。
最後に発表された漫画作品は、『ぶ～けせれくしょん』1984年1月20日号掲載の『草迷宮－めらんこりかるShopping－』である。なおこの作品は、単行本『草迷宮・草空間』に収録されたが、加筆に時間をかけた『星の時計のLiddell』と刊行順が前後している。
漫画以外では、1987年に『ぶ〜け』『ぶ〜けデラックス』誌に計4回、カラーイラストが掲載されていることが確認されている。

## 活動終了後
1984年以後、新作はなく、既刊作品の再販もされておらず、事実上の引退となった。大泉実成は『消えたマンガ家3』で、内田に取材と作品の再刊について申し込んだものの一切を拒否され、現況や消息についても触れないで欲しいと釘を刺されたと述べている。
早川書房の編集者だった風間賢二は、内田にイラストを依頼して原稿を取りに彼女の家を訪れると、原稿は玄関前に置かれており、結局一度も顔を合わせることがなかったという。
2013年3月2日、東京都江東区の森下文化センターで開催されていた『「りぼん」と「ぶ～け」とその時代～超絶美麗な少女マンガたち』のトークイベントに登壇した松苗あけみによると、「内田さんは実家で元気にしている」と発言している。
『芸術新潮』2014年2月号の特集「少女マンガ家はラファエル前派の夢を見るか」で、山岸凉子、森川久美などと並んで過去の作品が掲載された。
『星の時計のLiddell』は、2017年より「マンガ図書館Z」で広告付きで無料配信されているが、サイト主宰の赤松健によれば、権利関係は松苗を通じて調査中としている。
稲葉振一郎によれば、2021年時点で内田の作品が公式に流通しているのは、ジャック・フィニイ『ゲイルズバーグの春を愛す』（ハヤカワ文庫）の表紙イラストのみだという。
2023年に行われた松苗あけみの原画展にて、彼女の所蔵する内田の原画が展示された。

## 作風
幻想的な作品を発表した。
恩田陸によれば「華麗で緻密で西欧的な、確固たる線の絵」が特徴。画風が似ていることから、大矢ちきのアシスタントをしていたのではないかと言われた。
同時代の美大出身の少女漫画家たちと同じくヨーロッパ絵画や挿絵などの影響を受けており、ラファエル前派やバーン＝ジョーンズを好んだという。

## 著書

### 集英社
- りぼんマスコットコミックス
  - 秋のおわりのピアニシモ - 全1巻（1978年[13]）
  - 星くず色の船 - 全1巻（1977年[14]）
- ぶ〜けコミックス 
  - ひぐらしの森 - 全1巻
  - 空の色ににている - 全1巻（1981年[15]）
  - かすみ草にゆれる汽車 - 全1巻（1981年[16]）
- ぶ〜けコミックス豪華版 
  - 草迷宮・草空間 - 全1巻（1985年[17]）
  - 星の時計のLiddell - 全3巻（1985-86年[18]）

### その他
- 聖パンプキンの呪文（画集） - 新書館
- 白雪姫幻想（画集） - サンリオ
- ソムニウム夜間飛行記（絵本） - 白泉社
- 少年たちの記憶（画集）  - 白泉社
- 愛のギリシア神話 - 紅亜里著『入門 星占い』（実業之日本社、1982年）
  - 挿絵として十二星座のイラストを収録[19]

### 単行本未収録作品
- 銀色の糸 - 『りぼん』1974年10月号掲載[20]
- 妖精王の騎士 - 『ペーパームーン』（新書館）1977年8月号掲載[21]
- 人魚幻想 - 『ヤングレディ』1977年12月27日号掲載[22]
- 人魚夢幻の秋のいろ - 『週刊セブンティーン』1978年47号掲載[23]